# ترينيتي (كارولاينا الشمالية)
ترينيتي (بالإنجليزية: Trinity, North Carolina)‏ هي مدينة تقع في الولايات المتحدة في مقاطعة راندولف.  يقدر عدد سكانها بـ 6,614 نسمة ومساحتها 44.0 كم2  وترتفع عن سطح البحر 244 متر.

## التركيبة السكانية
حدّد مكتب تعداد الولايات المتحدة بيانات التركيبة السكانية لترينيتي في تعداد الولايات المتحدة. في ما يلي، التركيبة السكانية حسب تعدادي 2000 و2010.

### تعداد عام 2000
بلغ عدد سكان ترينيتي 6,690 نسمة بحسب تعداد عام 2000، وبلغ عدد الأسر 2,638 أسرة وعدد العائلات 2,057 عائلة مقيمة في المدينة. في حين سجلت الكثافة السكانية 151.5 نسمة لكل كيلومتر مربع (392.4/ميل2). وبلغ عدد الوحدات السكنية 2,759 وحدة بمتوسط كثافة قدره 62.5 لكل كيلومتر مربع (161.9/ميل2).
وتوزع التركيب العرقي للمدينة بنسبة 93.05% من البيض و5.04% من الأمريكيين الأفارقة و0.63% من الأمريكيين الأصليين و0.54% من الأمريكيين ذوي الأصول الآسيوية و0.01% من سكان جزر المحيط الهادئ و0.33% من الأعراق الأخرى و0.40% من عرقين مختلطين أو أكثر و0.91% من الهسبانيون أو اللاتينيون من أي عرق.
بلغ عدد الأسر 2,638 أسرة كانت نسبة 34.7% منها لديها أطفال تحت سن الثامنة عشر تعيش معهم، وبلغت نسبة الأزواج القاطنين مع بعضهم البعض 63.3% من أصل المجموع الكلي للأسر، ونسبة 10.4% من الأسر كان لديها معيلات من الإناث دون وجود شريك،  بينما كانت نسبة 4.2% من الأسر لديها معيلون من الذكور دون وجود شريكة وكانت نسبة 22% من غير العائلات. تألفت نسبة 18.3% من أصل جميع الأسر من عدة أفراد يعيشون في نفس المنزل ونسبة 6.7% كانت تتألف من شخص يعيش بمفرده يبلغ من العمر 65 عاماً أو أكثر. وبلغ متوسط حجم الأسرة المعيشية 2.54، أما متوسط حجم العائلات فبلغ 2.86.
بلغ العمر الوسطي للسكان 39.7 عاماً. وكانت نسبة 22.5% من القاطنين تحت سن الثامنة عشر، وكانت نسبة 6.9% بين الثامنة عشر والرابعة والعشرين عاماً، ونسبة 29.1% كانت واقعةً في الفئة العمرية ما بين الخامسة والعشرين والرابعة والأربعين عاماً، ونسبة 29.7% كانت ما بين الخامسة والأربعين والرابعة والستين، ونسبة 11.8% كانت ضمن فئة الخامسة والستين عاماً فما فوق. يوجد لكل 100 أنثى 97.7 ذكر، ويوجد لكل 100 أنثى في الثامنة عشر من عمرها فما فوق 94.8 ذكر.
بلغ متوسط دخل الأسرة في المدينة 43,277 دولارًا، أما متوسط دخل العائلة فبلغ 48,838 دولارًا. وكان متوسط دخل الذكور 35,498 دولارًا مقابل 22,208 دولارًا للإناث. وسجل دخل الفرد الخاص بالمدينة 21,068 دولارًا. وكانت نسبة 6.1% من العائلات ونسبة 8.6% من السكان تحت خط الفقر، وكان من هؤلاء نسبة 12.6% تحت سن الثامنة عشر ونسبة 12% في الخامسة والستين من العمر وما فوق.

### تعداد عام 2010
بلغ عدد سكان ترينيتي 6,614 نسمة بحسب تعداد عام 2010، وبلغ عدد الأسر 2,641 أسرة وعدد العائلات 1,947 عائلة مقيمة في المدينة. في حين سجلت الكثافة السكانية 149.8 نسمة لكل كيلومتر مربع (388.0/ميل2). وبلغ عدد الوحدات السكنية 2,865 وحدة بمتوسط كثافة قدره 64.9 لكل كيلومتر مربع (168.1/ميل2).
وتوزع التركيب العرقي للمدينة بنسبة 91.73% من البيض و4.88% من الأمريكيين الأفارقة و0.42% من الأمريكيين الأصليين و1.21% من الأمريكيين ذوي الأصول الآسيوية و1% من الأعراق الأخرى و0.76% من عرقين مختلطين أو أكثر و2.33% من الهسبانيون أو اللاتينيون من أي عرق.
بلغ عدد الأسر 2,641 أسرة كانت نسبة 31.5% منها لديها أطفال تحت سن الثامنة عشر تعيش معهم، وبلغت نسبة الأزواج القاطنين مع بعضهم البعض 58.5% من أصل المجموع الكلي للأسر، ونسبة 10.3% من الأسر كان لديها معيلات من الإناث دون وجود شريك،  بينما كانت نسبة 4.9% من الأسر لديها معيلون من الذكور دون وجود شريكة وكانت نسبة 26.3% من غير العائلات. تألفت نسبة 21.7% من أصل جميع الأسر من عدة أفراد يعيشون في نفس المنزل ونسبة 9.5% كانت تتألف من شخص يعيش بمفرده يبلغ من العمر 65 عاماً أو أكثر. وبلغ متوسط حجم الأسرة المعيشية 2.50، أما متوسط حجم العائلات فبلغ 2.89.
بلغ العمر الوسطي للسكان 44.0 عاماً. وكانت نسبة 21.4% من القاطنين تحت سن الثامنة عشر، وكانت نسبة 7% بين الثامنة عشر والرابعة والعشرين عاماً، ونسبة 23.1% كانت واقعةً في الفئة العمرية ما بين الخامسة والعشرين والرابعة والأربعين عاماً، ونسبة 32.5% كانت ما بين الخامسة والأربعين والرابعة والستين، ونسبة 16.1% كانت ضمن فئة الخامسة والستين عاماً فما فوق. وتوزع التركيب الجنسي للسكان بنسبة 49.7% ذكور و50.3% إناث.

## أعلام
- جيل إنجلش
- جورج بيغرام